# 克氏帚麗鯛
克氏帚麗鯛，為輻鰭魚綱鱸形目隆頭魚亞目慈鯛科的其中一種，分布於非洲奧塔萬戈河、三比西河上游流域，體長可達39公分，棲息在植被生長茂密的氾濫沼澤區，成小群活動，以昆蟲、甲殼類、蝸牛等為食，生活習性不明，可作為觀賞魚及遊釣魚。

## 擴展閱讀
維基物種上的相關：克氏帚麗鯛